# گروه بورس اوراق بهادار لندن

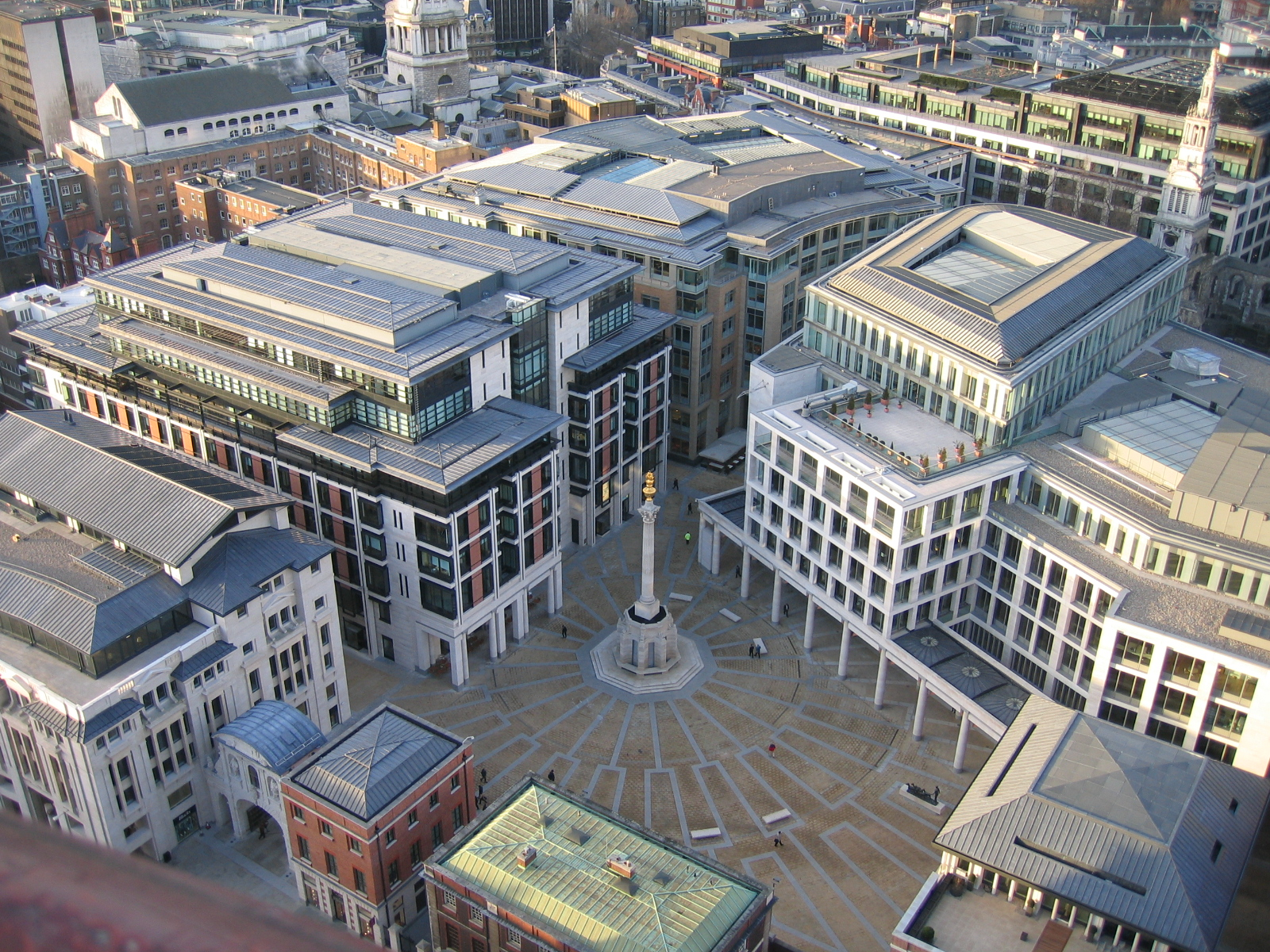
ساختمان مرکزی گروه بورس اوراق بهادار لندن

گروه بورس اوراق بهادار لندن (به انگلیسی: London Stock Exchange Group) شرکت خدمات مالی بریتانیایی است، که در زمینه مدیریت و اجرای بازارهای بورس اوراق بهادار فعالیت می‌نماید.
بورس اوراق بهادار لندن در سال ۱۸۰۱ تأسیس شد و در سال ۲۰۰۷ پس از خریداری بورس ایتالیا توسط بورس لندن، گروه بورس اوراق بهادار لندن راه‌اندازی شد و هم‌اکنون مالک بورس ایتالیا و بورس لندن به‌شمار می‌آید. دفتر مرکزی این گروه در شهر لندن قرار دارد.